# Blodstatus
Blodstatus är ett vanligt förekommande blodtest som rutinmässigt används för att få en övergripande status av olika celler i blodet. Blodstatus är inte ett enskilt test, utan en testpanel som normalt inbegriper följande prover:
- Erytrocyter (erytrocytplasmakoncentration EPK) – partikelkoncentration röda blodkroppar i blodet.
- Erytrocytvolymfraktion – andel av blodet som består av röda blodkroppar. Benämns även som hematokrit.
- Hemoglobin (Hb) – mängd hemoglobin i blodet. Kallas ibland för blodvärde.
- MCV (medelcellvolym) – genomsnittlig storlek på en röd blodkropp.
- MCH (hemoglobinmassa) – genomsnittlig mängd hemoglobin i en röd blodkropp.
- MCHC (hemoglobinmassakoncentration) – hemoglobinkoncentration i de röda blodkropparna.
- Leukocyter (leukocytplasmakoncentration LPK) – partikelkoncentration vita blodkroppar i blodet.
- Trombocyter (trombocytplasmakoncentration TPK) – partikelkoncentration blodplättar i blodet.